# Берти, Мэри, герцогиня Анкастер и Кестевен
Мэ́ри Бе́рти, герцоги́ня Анка́стер и Кестевен (англ. Mary Bertie, Duchess of Ancaster and Kesteven; 1730 — 19 октября 1793) — британская знатная дама, правительница гардеробной Шарлотты Мекленбург-Стрелицкой (1761—1793).

## Биография
Мэри Берти (урож. Пантон) была дочерью сэра Томаса Пантона и некой женщины по имени Присцилла. Её отец сэр Томас Пантон в правление короля Георга II был мастером королевской конюшни и отвечал за королевскую охоту.
27 ноября 1750 года в возрасте 20 лет вышла замуж за Перегрина Берти 3-го герцога Анкастер и Кестевен, который был на 16 лет её старше. У супругов было 6 детей, 3 из которых дожили до совершеннолетия:
- Леди Мэри Кэтрин Берти (1754 — 1767), умерла в юности;
- Перегрин Томас Берти, маркиз Линдси (1755 — 1758), умер в детстве;
- сын (род. и умер 14 сентября 1759);
- Роберт Берти (17 октября 1756 — 8 июля 1779), наследовал отцу;
- Присцилла Берти (16 февраля 1761 — 29 декабря 1828), 21-я баронесса Уиллоуби де Эресби (1780–1828), была женой Питера Баррелла, 1-го барона Гвидир; в браке было 4 детей;
- Леди Джорджиана Шарлотта Берти (7 августа 1764 — 23 июня 1838), вышла замуж за Джорджа Чамли, 4-го графа Чамли; в браке было 3 детей.

С 1761 до самой смерти Мэри Берти занимала должность правительницы гардеробной при королеве-консорте Шарлотте, супруги короля Георга III. Скончалась 19 октября 1793 года в Италии в возрасте 63 лет.